# Enver Karagöz
Enver Karagöz (* 2. Mai 1948 in Şavşat in der Türkei; † 29. März 2007 in Köln) war ein Lehrer und Dichter aus der Provinz Artvin der Türkei.

## Leben
Schon während seines Literaturstudiums betätigte Enver Karagöz sich politisch. Als Lehrer für das Fach Türkische Literatur am Şavşat-Gymnasium und am Artvin-Gymnasium engagierte er sich für gewerkschaftliche Kulturaktivitäten. Er war für seine sonore Stimme und das Rezitieren von Gedichten des Dichters Nazim Hikmet bekannt geworden und wurde auf dieser Grundlage nach dem Militärputsch im Jahr 1971 aus dem Lehrerdienst suspendiert und durfte erst 1975 wieder unterrichten. Während des Dritten Militärputsches am 12. September 1980 wurde er mit seiner Frau festgenommen und einige Tage lang gefoltert. Die Folgeschäden der Folter führten dazu, dass er seine Stimme verlor und an Kehlkopfkrebs erkrankte.
Im Jahr 1984 flüchtete er gemeinsam mit seiner Frau Isilay Karagöz ins Exil nach Köln, wo sie sich in der Sozialarbeit engagierten. Sie boten längere Jahre verschiedene Bildungsangebote für Migranten in der Arbeiterwohlfahrt (AWO) an. Am 13. Mai 1989 gründete er mit weiteren Aktivisten den Menschenrechtsverein Türkei Deutschland e.V. (TÜDAY) mit Sitz in Köln.
Er verstarb am 29. März 2007 in Köln an den Folgen der Folter.

## Ehrungen
Im Jahre 2010 initiierte Işilay Karagöz die „Interkulturelle Literaturreihe-Enver Karagöz“ im Bürgerhaus MüZe in Köln und widmete diese ihrem Ehemann.